# 徐锡根
徐锡根（1903年—？），字炳臣，曾名锡庚、锡根，变节后改名为冯琦。江苏无锡人。中国共产党早期领导人。
早年担任无锡职工运动委员会委员，后组织上海工人运动。1928年，当选为中国共产党第六届中央委员，后任中共江苏省委员会兼上海市委员会书记。1931年，当选为中央政治局委员。1932年被捕，后变节，改名冯琦，担任中央调查统计局委员兼高干会主席。1937年，任浮梁县县长。1940年，担任江西省政府特工委主任时，中共南方工委人员悉数被捕，包括廖承志、张文彬、涂振农、郭潜等均遭逮捕。1944年，任江西省工联会主任。
1945年被任命为江西浮梁区行政督察专员。
1948年9月17日—1949年3月25日，任江西省第五区行政督察专员兼保安司令，后逃往台湾。 